# Хохлов, Александр Фёдорович
Алекса́ндр Фёдорович Хохло́в (26 ноября 1945, Абрамово, Меленковский район, Владимирская область — 8 мая 2003, Нижний Новгород) — советский и российский физик, доктор физико-математических наук, профессор, заслуженный деятель науки Российской Федерации, лауреат премии Правительства России в области науки и техники и премии Президента Российской Федерации в области образования (2000). Лауреат премии города Нижнего Новгорода в области высшей школы. Заслуженный профессор ННГУ. Ректор ННГУ (1988—2003). Член редколлегии журнала «Высшее образование в России».

## Биография
Родился 26 ноября 1945 года в деревне Абрамово Меленковского района Владимирской области.
Окончил в 1967 году физический факультет Горьковского (Нижегородского) университета и с тех пор постоянно работал в университете, пройдя путь от ассистента до ректора. С 1984 по 1997 годы — заведующий кафедрой кристаллографии и оптоэлектроники, с 1997 года — заведующий кафедрой физики полупроводников и оптоэлектроники. В течение 1981—1988 годов — декан физического факультета. В 1989 году был избран Народным депутатом СССР.
В 1988 году стал ректором Нижегородского государственного университета. Он первый ректор ННГУ, избранный на конкурсной основе. Вновь избран на эту должность в 1993, в 1998 и в 2003 годах. Под его руководством университет стал одним из ведущих вузов страны и получил широкое признание в мировом вузовском сообществе.
Успехи университета и авторитет его руководителя в образовательном и научном сообществе страны нашли свое отражение в избрании А. Ф. Хохлова председателем Совета ректоров Приволжского федерального округа и вице-президентом Российского Союза ректоров. С момента образования федеральных округов А. Ф. Хохлов являлся советником Полномочного представителя президента Российской Федерации в Приволжском федеральном округе и в течение многих лет — председателем Совета ректоров Нижегородской области. А. Ф. Хохлов являлся членом Руководящего совета Российско-Американской программы «Фундаментальные исследования и высшее образование», членом Совета Евразийской ассоциации университетов.
А. Ф. Хохловым создана признанная научно-педагогическая школа «Физика аморфных и кристаллических твёрдых тел и твердотельных наноструктур». Автор 370 опубликованных научных работ (в том числе 3 монографии, 2 учебника для вузов, а также 25 авторских свидетельств и патентов на изобретения). Президиумом международной академии авторов научных открытий и изобретений награждён серебряной медалью «За заслуги в деле изобретательства». Под руководством А. Ф. Хохлова подготовлено и защищено 5 докторских и 10 кандидатских диссертаций.
Награжден орденом «За заслуги перед Отечеством» IV степени.
Скончался 8 мая 2003 года. Похоронен на Красном кладбище Нижнего Новгорода (12 участок).

## Память
В честь А. Ф. Хохлова названа улица в Нижегородском районе г. Нижнего Новгорода.